# Richmond (Ohio)
|  | Dieser Artikel wurde aufgrund von inhaltlichen Mängeln auf der Qualitätssicherungsseite des Projektes USA eingetragen. Hilf mit, die Qualität dieses Artikels auf ein akzeptables Niveau zu bringen, und beteilige dich an der Diskussion! Folgende Mängel sollten behoben werden, bevor diese Markierung entfernt werden kann: Belege und Inhalt fehlend bzw. fehlerhaft |

Richmond ist ein Village in Jefferson County im US-Bundesstaat Ohio mit 481 Einwohnern. (Stand: 2010)

## Geographie
Umgeben wird Richmond von Weirton im Osten, von Bloomingdale und Wintersville im Süden und von East Springfield im Nordwesten.